# Club Atlético Deportivo Paraguayo
Il Club Atlético Deportivo Paraguayo è una società calcio argentina fondata nel 1961 dalla comunità paraguayana di Buenos Aires. Attualmente milita nella Primera D.
La sede del club è spesso usata per manifestazioni culturali quali convegni sulla storia del Paraguay e sulla danza paraguayana. La squadra non ha uno stadio proprio ed è costretto ad usufruire dello stadio di altre società.

## Palmarès

### Competizioni nazionali
- Primera D: 1

1991-1992